# Communauté de communes du secteur d'Illibéris

Carte

La Communauté de communes du secteur d'Illibéris est une ancienne communauté de communes française, située dans le département des Pyrénées-Orientales et la région Languedoc-Roussillon.

## Géographie
| 1999  | 2005 | 2009   | 2013  |
| ----- | ---- | ------ | ----- |
| 8 553 | -    | 10 458 | 5 297 |

## Historique
La Communauté de communes du secteur d'Illibéris a été créée, par arrêté du préfet des Pyrénées-Orientales daté du 24 décembre 1997, à compter du 31 décembre 1997. Les communes de Montescot, Corneilla-del-Vercol et Théza, qui en faisaient initialement partie, ont rejoint par adhésion la Communauté de communes Sud Roussillon au 1er janvier 2013. La structure résiduelle a fusionné avec la Communauté de communes des Albères et de la Côte Vermeille le 1er janvier 2014.

## Composition
Elle est composée des communes suivantes :
- Bages
- Ortaffa

## Compétences
- Aménagement de l'espace
  - Création et réalisation de zone d'aménagement concertée (ZAC) (à titre obligatoire)
  - Schéma de cohérence territoriale (SCOT) (à titre obligatoire)
- Développement et aménagement économique
  - Création, aménagement, entretien et gestion de zone d'activités industrielle, commerciale, tertiaire, artisanale ou touristique (à titre obligatoire)
- Développement et aménagement social et culturel
  - Activités culturelles ou socioculturelles (à titre facultatif)
  - Activités sportives (à titre facultatif)
  - Construction ou aménagement, entretien, gestion d'équipements ou d'établissements culturels, socioculturels, socio-éducatifs, sportifs (obsolète) (à titre optionnel)
- Développement touristique
  - Tourisme (à titre facultatif)
- Environnement et cadre de vie
  - Assainissement collectif (à titre optionnel)
  - Collecte des déchets des ménages et déchets assimilés (à titre optionnel)
  - Eau (Traitement, Adduction, Distribution) (à titre facultatif)
  - Qualité de l'air (à titre facultatif)
  - Traitement des déchets des ménages et déchets assimilés (à titre optionnel)
- Logement et habitat
  - Opération programmée d'amélioration de l'habitat (OPAH) (à titre facultatif)
- Voirie
  - Création, aménagement, entretien de la voirie (à titre optionnel)

## Sources
- Le SPLAF (Site sur la Population et les Limites Administratives de la France)
- La base ASPIC
- Discours du maire de Bages concernant l’évolution de la communauté de communes Illibéris